# OBX
OBX é um índice que lista as 25 empresas listadas na Bolsa de Valores de Oslo cujos papéis têm maior liquidez. O índice é atualizado duas vezes ao ano, na terceira sexta-feira de junho e dezembro.

## Composição
O índice OBX é composto pelas seguintes empresas (Data: 3 de Janeiro de 2011).
| Nome                          | Sector segundo o ICB               | Logo | Peso no índice em % |
| ----------------------------- | ---------------------------------- | ---- | ------------------- |
| Acergy                        | Construção e materiais             |      | 2,08                |
| Aker Solutions                | Produtos industriais gerais        |      | 2,39                |
| DnB NOR                       | Bancos                             |      | 11,91               |
| Fred. Olsen Energy            | Construção e materiais             |      | 1,27                |
| Frontline                     |                                    |      | 0,42                |
| Gjensidige                    | Seguros                            |      | 0,96                |
| Golden Ocean Group            |                                    |      | 0,17                |
| Marine Harvest                | Produção de alimentos              |      | 2,30                |
| Norsk Hydro                   | Metais industriais (alumínio)      |      | 6,04                |
| Orkla ASA                     | Produtos industriais gerais        |      | 6,88                |
| Petroleum Geo-Services        | Petróleo e gás                     |      | 2,67                |
| Prosafe                       | Construção e materiais             |      | 1,54                |
| Questerre Energy Corporation  | Petróleo e gás                     |      | 0,12                |
| Renewable Energy Corporation  | Electricidade                      |      | 1,45                |
| Royal Caribbean Cruises       | Viagens e lazer                    |      | 1,72                |
| Schibsted                     | Media                              |      | 1,98                |
| Seadrill                      | Petróleo e gás - serviços de apoio |      | 4,25                |
| Sevan Marine                  | Construção e materiais             |      | 0,51                |
| Statoil                       | Petróleo e gás                     |      | 22,97               |
| Statoil Fuel & Retail         | Transporte industrial              |      | 0,50                |
| Storebrand                    | Seguros de não vida                |      | 2,32                |
| Subsea 7                      | Petróleo e gás - serviços de apoio |      | 1,08                |
| Telenor                       | Telecomunicações                   |      | 11,58               |
| TGS-NOPEC Geophysical Systems | Petróleo e gás - serviços de apoio |      | 2,01                |
| Yara International            | Produtos químicos                  |      | 9,41                |